# Bea Miller
Beatrice Annika (Bea) Miller (Maplewood, New Jersey, 7 februari 1999) is een Amerikaanse zangeres, tekstschrijfster en actrice.
Miller werkte in 2009 mee als stemactrice in de animatiefilm Ice Age: Dawn of the Dinosaurs en sprak in 2010 de stem in van personage Molly in de animatiefilm Toy Story 3. In 2012 deed zij mee aan de Amerikaanse versie van X Factor, waar ze de negende plaats behaalde. Miller heeft een contract bij Hollywood Records en Syco Music. Haar debuut-ep kwam uit in 2014 en haar debuutalbum Not an Apology op 24 juli 2015. Haar tweede album "Aurora" volgde op 23 februari 2018.

## Persoonlijk
Miller had tussen april 2015 en januari 2017 een relatie met Jacob Whitesides.

## Filmografie
| Jaar | Titel                          | Rol                               | Opmerkingen                   |
| ---- | ------------------------------ | --------------------------------- | ----------------------------- |
| 2008 | Saturday Night Live            | kind in "The Dakota Fanning Show" |                               |
| 2008 | Teddy Grams                    | Grace                             |                               |
| 2009 | Wonder Pets                    | Cuby / Baby Munchkin              | 2 afleveringen                |
| 2009 | Confessions of a Shopaholic    | meisje in schoenenwinkel          |                               |
| 2009 | Tell-Tale                      | Angela Bernard                    |                               |
| 2009 | Ice Age: Dawn of the Dinosaurs | extra stem                        |                               |
| 2008 | Yes, Virginia                  | Virginia O'Hanlon                 | hoofdrol                      |
| 2009 | Yuppie Federation              | serveerster                       |                               |
| 2010 | Hens and Chicks                | Hanna                             |                               |
| 2010 | Toy Story 3                    | Molly                             | stem van Molly                |
| 2011 | Too Big to Fail                | kleinkind                         |                               |
| 2012 | Lifted                         | kleinkind                         |                               |
| 2012 | Unforgettable                  | Katrina Sadler                    |                               |
| 2012 | The X Factor                   | zichzelf                          | eindigde op de negende plaats |
| 2013 | Officer Down                   | Lanie Callahan                    |                               |
| 2013 | Mary and Martha                | zangeres op bruiloft              |                               |

## Prijzen
- 2015 - Radio Disney Music Award voor de single "Young Blood"[6]
- 2015 - Teen Choice Award in de categorie Choice music: The next big thing[7]